# Головковская
Голо́вковская — деревня в Вельском районе Архангельской области. Входит в состав Аргуновского сельского поселения (муниципальное образование «Аргуновское»). Неофициальное название деревни — «Вышако́во»

## Географическое положение
Деревня расположена в пригороде города Вельск, на правом берегу реки Вага, притока реки Северная Двина. Является самым западным населённым пунктом Аргуновского сельского поселения. Расстояние до административного центра поселения, посёлка Аргуновский, составляет 2,2 км по прямой, или 3,5 км пути на автотранспорте. Расстояние до железнодорожной станции в городе Вельск — 3,1 км (6,8 км).
Часовой пояс
Головковская, как и вся Архангельская область, находится в часовой зоне МСК (московское время). Смещение применяемого времени относительно UTC составляет +3:00.

## Население
| 2002 | 2010 | 2012 | 2014 |
| ---- | ---- | ---- | ---- |
| 63   | ↘44  | ↗58  | ↗71  |

| Население                            | на 1 января 2010 года |
| ------------------------------------ | --------------------- |
| В возрасте до 16 лет                 | 5                     |
| Трудовые ресурсы (из них работающих) | 26 (26)               |
| Пенсионеры                           | 27                    |
| Всего                                | 58                    |
| Прибыло / выбыло (за год)            | 11 / 1                |
| Родилось / умерло (за год)           | 1 / 1                 |

## Инфраструктура
Жилищный фонд деревни составляет 1,512 тыс. м². Объекты социальной сферы и стационарного торгового обслуживания населения на территории населённого пункта отсутствуют.

## История
Указана в «Списке населённых мест по сведениям 1859 года» в составе Вельского уезда Вологодской губернии как «Головковская(Вышиково)». Насчитывала 5 дворов, 27 мужчин и 21 женщину.
В материалах оценочно-статистического исследования земель Вельского уезда упомянуто, что в 1900 году в административном отношении деревня входила в состав Устьвельского сельского общества Устьвельской волости. На момент переписи в селении Головковское находилось 10 хозяйств, в которых проживало 43 жителя мужского пола и 35 женского.